# 戸籍法を考える議員連盟
戸籍法を考える議員連盟（こせきほうをかんがえるぎいんれんめい）は2009年に旧民主党内に設立された議員連盟。
個人を単位とした登録制度をつくるため、戸籍法の廃止も含む見直しを提案している。部落差別撤廃、婚外子差別撤廃、選択的夫婦別姓法案導入などにも積極的である。

## その後の経過
婚外子差別については、2013年9月4日、最高裁判所は、相続において婚外子を差別する民法の規定について違憲判決が下り（婚外子相続差別訴訟）、婚外子の相続差別規定を廃止する民法改正案が同年12月5日に成立し、同月11日に施行された。。

## 所属議員
- 市村浩一郎（日本維新の会）
- 平岡秀夫（立憲民主党）
- 川内博史（立憲民主党）
- 青木愛（立憲民主党）

## 所属していた議員
- 松岡徹（事務局長・2010年落選）
- 松本龍（呼びかけ人・2012年落選）
- 川上義博（呼びかけ人・2013年落選）
- 喜納昌吉（2010年落選）
- 千葉景子（2010年落選）
- 山下八洲夫（2010年落選）
- 今野東（2012年落選）
- 外山斎（2012年落選）
- 自見庄三郎（2013年引退）
- 藤谷光信（2013年引退）
- 横峯良郎（2013年引退）
- 松野信夫（2013年落選）
- 室井邦彦（2024年死去）